# Janusz Odziemkowski
Janusz Józef Odziemkowski (ur. 18 września 1950 w Łodzi) – polski historyk, profesor nauk humanistycznych, wykładowca akademicki i urzędnik państwowy, były kierownik Urzędu do Spraw Kombatantów i Osób Represjonowanych.

## Życiorys
Magisterskie studia historyczne ukończył w 1974, a w 1983 uzyskał stopień doktora nauk humanistycznych na Wydziale Historycznym Uniwersytetu Warszawskiego na podstawie pracy Wieś polska w przygotowaniach do wojny i w kampanii obronnej 1939 roku. W 1998 habilitował się na Wydziale Kościelnych Nauk Historycznych i Społecznych Akademii Teologii Katolickiej w Warszawie w oparciu o rozprawę zatytułowaną Służba duszpasterska Wojska Polskiego 1914–1945. 3 lipca 2012 otrzymał tytuł profesora nauk humanistycznych.
Po 1990 związał się z administracją państwową, był przewodniczącym Rady Kombatanckiej oraz członkiem Rady Ochrony Pamięci Walk i Męczeństwa. Na początku lat 90. sprawował funkcję kierownika Urzędu do Spraw Kombatantów i Osób Represjonowanych w randze sekretarza stanu, został odwołany z tego stanowiska w okresie rządów koalicji SLD-PSL. Od 1 października 2006 do 30 września 2009 był głównym specjalistą w Wojskowym Biurze Badań Historycznych.
Został profesorem nadzwyczajnym w Instytucie Nauk Historycznych Wydziału Nauk Historycznych i Społecznych UKSW. Współpracował także z Akademią Obrony Narodowej, gdzie uruchomił Katedrę Europeistyki. Zajmuje się badaniem historii powszechnej oraz historii Polski XIX i XX wieku, historią polityczną, społeczeństwem polskim XIX stulecia, a także historią wojskowości i konfliktami zbrojnymi. Jest promotorem kilku prac doktorskich oraz recenzentem prac habilitacyjnych i doktorskich.
W 2020 minister kultury i dziedzictwa narodowego Piotr Gliński powołał go w skład Rady Programowej Instytutu Dziedzictwa Myśli Narodowej im. Romana Dmowskiego i Ignacego Jana Paderewskiego. W tym samym roku został przewodniczącym jury teleturnieju Giganci historii emitowanego w TVP Historia.
Wszedł w skład komitetu wspierającego kandydaturę Karola Nawrockiego na prezydenta RP w wyborach w 2025.

## Odznaczenia i wyróżnienia
W 1996 otrzymał Srebrny Krzyż Zasługi (za zasługi dla obronności kraju). W 2011 został odznaczony Krzyżem Oficerskim Orderu Odrodzenia Polski przez prezydenta Bronisława Komorowskiego (za wybitne osiągnięcia w pracy naukowo-dydaktycznej, za zasługi w działalności publicznej i społecznej). W 2022 prezydent Andrzej Duda nadał mu Krzyż Komandorski tego orderu (za wybitne zasługi dla rozwoju nauki polskiej, za osiągnięcia w pracy badawczo-dydaktycznej oraz popularyzowanie wiedzy historycznej).
W 2016 wyróżniony Medalem „Pro Patria”, a w 2018 Medalem 100-lecia ustanowienia Sztabu Generalnego Wojska Polskiego.
W 2010 Klub Jagielloński im. św. Kazimierza przyznał mu wyróżnienie dla historyków zajmujących się dziejami najnowszymi w ostatnim 20-leciu.

## Wybrane publikacje
- Duszpasterstwo wojskowe w Drugiej Rzeczypospolitej (współautor z Bolesławem Spychałą), ODiSS, Warszawa 1987
- Narwik 1940, Bellona, Warszawa 1988
- Bitwa Warszawska 1920 roku, Mazowiecki Ośrodek Badań Naukowych, Warszawa 1990
- Cyców 1920, Bellona, Warszawa 1992
- Armia i społeczeństwo II Rzeczypospolitej, Bellona, Warszawa 1996
- Leksykon wojny polsko-rosyjskiej: 1919–1920, Rytm, Warszawa 2004
- Kawaleryjskie boje: w 85 rocznicę zakończenia wojny polsko-sowieckiej (współautor z Juliuszem S. Tymem), Eko-Dom, Grajewo–Szymany 2005
- Bitwa warszawska 1920 roku w obronie niepodległości (red.), UKSW-MN, Warszawa 2006
- Międzynarodowe konflikty zbrojne po drugiej wojnie światowej, UKSW, Warszawa 2006
- Józef Piłsudski. Wódz i polityk, Wojskowe Biuro Badań Historycznych MON, Warszawa 2007[10]